# Соломон, Бертрам
Бертрам Соломон (англ. Betram Solomon; 8 марта 1885, Редрат, Юго-Западная Англия — 30 июня 1961, Редрат, Юго-Западная Англия) — британский регбист, призёр летних Олимпийских игр 1908 года.
Соломон участвовал в летних Олимпийских играх 1908 года в Лондоне в соревнованиях по регби. Его сборная провела единственный матч против Австралазии и проиграла его, заняв второе место и получив серебряные медали. Соломон в том матче набрал 3 очка.